# Oaklands
Oaklands is een plaats in de Australische deelstaat New South Wales en telt 250 inwoners (2006).